# MŠK Žilina w europejskich pucharach
Występy w europejskich pucharach słowackiego klubu piłkarskiego MŠK Žilina.
Legenda do wszystkich tabel:
- Q – runda eliminacyjna, 1/16, 1/8, 1/4, 1/2 – odpowiednia faza rozgrywek, Grupa – runda grupowa, 1r gr – pierwsza runda grupowa, 2r gr – druga runda grupowa, F – finał, R – runda, PO – play-off
- k. – rzuty karne, los. – losowanie, Dogr. – dogrywka, w. – zasada bramek strzelonych na wyjeździe

## Wykaz spotkań pucharowych

### 1961–2000
| Sezon   | Rozgrywki                 | Runda   | Przeciwnik      | Dom | Wyjazd | Ogólnie    |
| ------- | ------------------------- | ------- | --------------- | --- | ------ | ---------- |
| 1961/62 | Puchar Zdobywców Pucharów | 1R      | Olympiakos SFP  | 1–0 | 3–2    | 4–2        |
| 1961/62 | Puchar Zdobywców Pucharów | 1/4     | ACF Fiorentina  | 3–2 | 0–2    | 3–4        |
| 1997    | Puchar Intertoto          | Grupa 9 | Austria Wiedeń  | 3–1 |        | 4. miejsce |
| 1997    | Puchar Intertoto          | Grupa 9 | Rapid Bukareszt |     | 0–2    | 4. miejsce |
| 1997    | Puchar Intertoto          | Grupa 9 | Olympique Lyon  | 0–5 |        | 4. miejsce |
| 1997    | Puchar Intertoto          | Grupa 9 | Odra Wodzisław  |     | 0–0    | 4. miejsce |
| 1999    | Puchar Intertoto          | 1R      | Herfølge BK     | 2–0 | 2–0    | 4–0        |
| 1999    | Puchar Intertoto          | 2R      | FC Metz         | 2–1 | 0–3    | 2–4        |

### 2001–2020
| Sezon   | Rozgrywki     | Runda   | Przeciwnik         | Dom | Wyjazd | Ogólnie        |
| ------- | ------------- | ------- | ------------------ | --- | ------ | -------------- |
| 2002/03 | Liga Mistrzów | 2R      | FC Basel           | 1–1 | 0–3    | 1–4            |
| 2003/04 | Liga Mistrzów | 2Q      | Maccabi Tel Awiw   | 1–0 | 1–1    | 2–1            |
| 2003/04 | Liga Mistrzów | 3Q      | Chelsea            | 0–2 | 0–3    | 0–5            |
| 2003/04 | Puchar UEFA   | 1R      | FC Utrecht         | 0–4 | 0–2    | 0–6            |
| 2004/05 | Liga Mistrzów | 2Q      | Dinamo Bukareszt   | 0–1 | 0–1    | 0–2            |
| 2005/06 | Puchar UEFA   | 1R      | Bakı FK            | 3–1 | 0–1    | 3–2            |
| 2005/06 | Puchar UEFA   | 2R      | Austria Wiedeń     | 1–2 | 2–2    | 3–4            |
| 2007/08 | Liga Mistrzów | 1Q      | F91 Dudelange      | 5–4 | 2–1    | 7–5            |
| 2007/08 | Liga Mistrzów | 2Q      | Slavia Praga       | 0–0 | 0–0    | 0–0, k: 3–4    |
| 2008/09 | Puchar UEFA   | 1Q      | Partyzan Mińsk     | 1–0 | 2–2    | 3–2            |
| 2008/09 | Puchar UEFA   | 2Q      | Slovan Liberec     | 2–1 | 2–1    | 4–2            |
| 2008/09 | Puchar UEFA   | 1R      | Lewski Sofia       | 1–1 | 1–0    | 2–1            |
| 2008/09 | Puchar UEFA   | Grupa F | Hamburg            | 1–2 |        | 4. miejsce     |
| 2008/09 | Puchar UEFA   | Grupa F | AFC Ajax           |     | 0–1    | 4. miejsce     |
| 2008/09 | Puchar UEFA   | Grupa F | Slavia Praga       | 0–0 |        | 4. miejsce     |
| 2008/09 | Puchar UEFA   | Grupa F | Aston Villa        |     | 2–1    | 4. miejsce     |
| 2009/10 | Liga Europy   | 2Q      | Dacia Kiszyniów    | 2–0 | 1–0    | 3–0            |
| 2009/10 | Liga Europy   | 3Q      | Hajduk Split       | 1–1 | 1–0    | 2–1            |
| 2009/10 | Liga Europy   | PO      | Partizan Belgrad   | 0–2 | 1–1    | 1–3            |
| 2010/11 | Liga Mistrzów | 2Q      | Birkirkara         | 3–0 | 0–1    | 3–1            |
| 2010/11 | Liga Mistrzów | 3Q      | Liteks Łowecz      | 3–1 | 1–1    | 4–2            |
| 2010/11 | Liga Mistrzów | PO      | Sparta Praga       | 1–0 | 2–0    | 3–0            |
| 2010/11 | Liga Mistrzów | Grupa F | Chelsea            | 1–4 | 1–2    | 4. miejsce     |
| 2010/11 | Liga Mistrzów | Grupa F | Olympique Marsylia | 0–7 | 0–1    | 4. miejsce     |
| 2010/11 | Liga Mistrzów | Grupa F | Spartak Moskwa     | 1–2 | 0–3    | 4. miejsce     |
| 2011/12 | Liga Europy   | 2Q      | Reykjavíkur        | 2–0 | 0–3    | 2–3            |
| 2012/13 | Liga Mistrzów | 2Q      | Hapoel Ironi       | 1–0 | 0–2    | 1–2            |
| 2013/14 | Liga Europy   | 1Q      | Torpedo Kutaisi    | 3–3 | 3–0    | 6–3            |
| 2013/14 | Liga Europy   | 2Q      | Olimpija Lublana   | 2–0 | 1–3    | 3–3, w.        |
| 2013/14 | Liga Europy   | 3Q      | HNK Rijeka         | 1–1 | 1–2    | 2–3            |
| 2015/16 | Liga Europy   | 1Q      | Glentoran          | 3–0 | 4–1    | 7–1            |
| 2015/16 | Liga Europy   | 2Q      | Dacia Kiszyniów    | 4–2 | 2–1    | 6–3            |
| 2015/16 | Liga Europy   | 3Q      | Worskła Połtawa    | 2–0 | 1–3    | 3–3, Dogr., w. |
| 2015/16 | Liga Europy   | PO      | Athletic Bilbao    | 3–2 | 0–1    | 3–3, w.        |
| 2017/18 | Liga Mistrzów | 2Q      | København          | 1–3 | 2–1    | 3–4            |

### 2021–
| Sezon   | Rozgrywki               | Runda | Przeciwnik        | Dom            | Wyjazd         | Ogólnie        |
| ------- | ----------------------- | ----- | ----------------- | -------------- | -------------- | -------------- |
| 2020/21 | Liga Europy             | 1Q    | The New Saints    | 1–3 (W), Dogr. | 1–3 (W), Dogr. | 1–3 (W), Dogr. |
| 2021/22 | Liga Konferencji Europy | 1Q    | Dila Gori         | 5–1            | 1–2            | 6–3            |
| 2021/22 | Liga Konferencji Europy | 2Q    | Apollon Limassol  | 2–2            | 3–1            | 5–3            |
| 2021/22 | Liga Konferencji Europy | 3Q    | Toboł Kustanaj    | 5–0            | 1–0            | 6–0            |
| 2021/22 | Liga Konferencji Europy | PO    | FK Jablonec       | 0–3            | 1–5            | 1–8            |
| 2023/24 | Liga Konferencji Europy | 1Q    | Levadia           | 2–1            | 2–1            | 4–2            |
| 2023/24 | Liga Konferencji Europy | 2Q    | KAA Gent          | 2–5            | 1–5            | 3–10           |
| 2025/26 | Liga Konferencji        | 2Q    | Raków Częstochowa | 1–3            | 0–3            | 1–6            |

## Statystyki
Aktualizacja 20 listopada 2022
| Rozgrywki                      | M  | Z  | R  | P  | G+  | G-  | Bilans |
| ------------------------------ | -- | -- | -- | -- | --- | --- | ------ |
| Liga Mistrzów                  | 28 | 9  | 5  | 14 | 27  | 45  | –18    |
| Puchar Zdobywców Pucharów      | 4  | 3  | 0  | 1  | 7   | 6   | +1     |
| Liga Europy UEFA / Puchar UEFA | 39 | 18 | 8  | 13 | 57  | 50  | +7     |
| Liga Konferencji Europy        | 8  | 4  | 1  | 3  | 18  | 14  | +4     |
| Puchar Intertoto               | 8  | 4  | 1  | 3  | 9   | 12  | –3     |
| Ogólnie                        | 87 | 38 | 15 | 34 | 118 | 127 | –9     |